# کشتار کفرقاسم

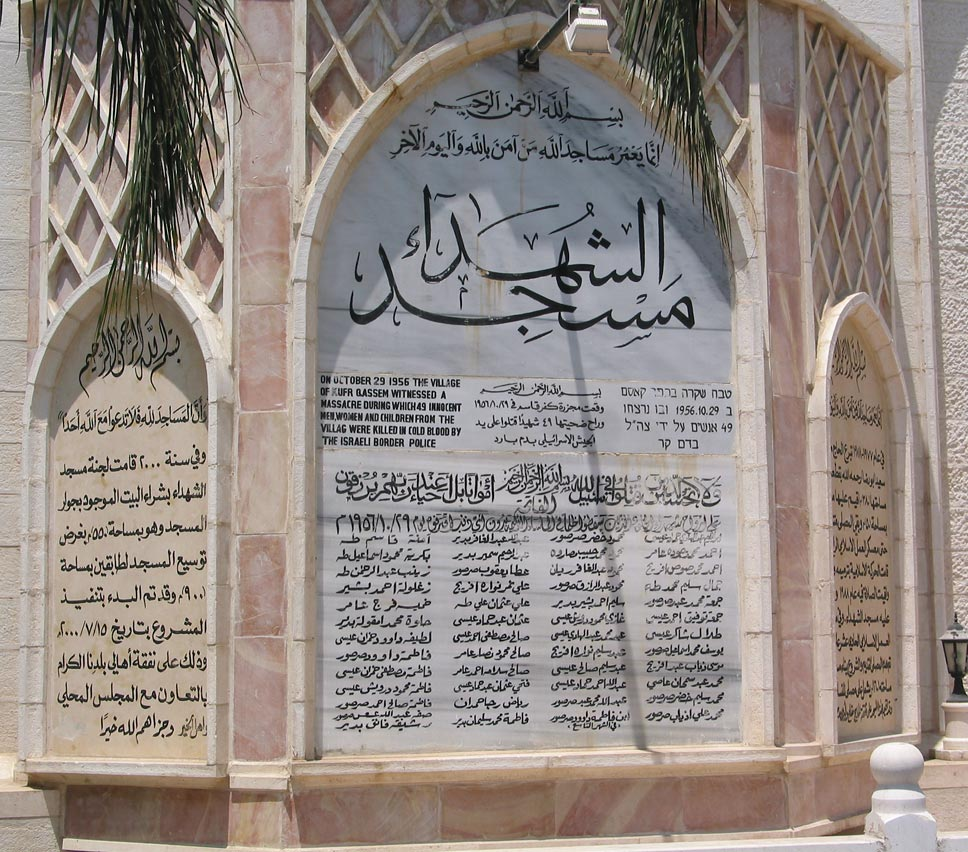
یادبود کفر قاسم

کشتار کفرقاسم در ۲۹ اکتبر ۱۹۵۶ در روستای عرب‌نشین کفرقاسم در مرز بین کرانه باختری رود اردن و اسرائیل در آستانه بحران سوئز به وقوع پیوست. چندین افسر و سرباز پلیس مرزبانی اسرائیل در خلال دستور منع رفت و آمد در ۹ حادثه تیراندازی جداگانه بسوی غیرنظامیان عرب که در حال بازگشت از محل کار خود بوده و از دستور منع رفت‌وآمد بی‌خبر بودند تیراندازی نموده که منجر به کشته شدن ۴۸ تن شامل ۱۹ مرد، ۶ زن، ۷ پسر بچه (۸ تا ۱۳ ساله)، ۱۰ پسر نوجوان (۱۴ تا ۱۷ ساله) و ۶ دختر (۱۲ تا ۱۵ساله) گردید. منابع عربی معمولاً تعداد کشته‌ها را ۴۹ نفر ذکر می‌کنند، زیرا شامل فرزند متولد نشده یکی از زنان می‌شود.

## علت حادثه
در روز اول جنگ سوئز، سرویس اطلاعاتی اسرائیل انتظار داشت که اردن از جانب مصر وارد جنگ شود. بر اساس این اطلاعات، سربازان در امتداد مرز اسرائیل و اردن مستقر شدند. از طرفی از سال ۱۹۴۹ تا ۱۹۶۶، شهروندان عرب توسط اسرائیل به عنوان جمعیتی متخاصم تلقی می‌شدند و مراکز عمده جمعیت عرب توسط ادارات نظامی اداره و به چندین ناحیه تقسیم می‌شدند. به این ترتیب، به چندین گردان از پلیس مرزی اسرائیل، به فرماندهی فرمانده تیپ نیروهای دفاعی اسرائیل، سرهنگ یساکار شادمی (Yīssāšḵār shadmi) دستور داده شد تا دفاع از بخشی نزدیک به مرز که رسماً به عنوان منطقه مرکزی شناخته می‌شود را به عهده بگیرد. در روز حادثه ارتش اسرائیل دستور داد تا تمام روستاهای عرب نشین نزدیک مرز اردن از ساعت ۵ بعدازظهر تحت مقررات منع آمد و شد حکومت نظامی قرار گیرند. تا ساعت ۶ صبح روز بعد قرار بود هر عرب در خیابان‌ها مشاهده شد تیرباران شود. این دستور قبل از اطلاع بیشتر اعراب روستاها به واحدهای پلیس مرزی داده شد. بسیاری از آنها در آن زمان سر کار بودند. صبح آن روز، شادمی که مسئولیت آن منطقه را بر عهده داشت، دستور دریافت تمام اقدامات پیشگیرانه برای اطمینان از آرامش در مرز اردن را دریافت کرد. به ابتکار شادمی، مقررات منع تردد شبانه در دوازده روستای تحت صلاحیت وی از ساعات معمول تغییر یافت. شادمی سپس تمامی فرماندهان گردان‌های گشت مرزی را تحت فرمان خود جمع کرد و بنا به گزارش‌ها به آنها دستور داد که به هر روستایی که مقررات منع آمد و شد را نقض می‌کنند، تیراندازی کنند. مقررات جدید منع رفت و آمد در غیاب کارگرانی که سر کار بودند و از قوانین جدید بی اطلاع بودند وضع شده. ساعت ۱۶:۳۰ به مسئول (مختار) روستای کفر قاسم زمان جدید اطلاع‌رسانی شد. او پرسید تکلیف حدود ۴۰۰ روستایی که در خارج از روستا در مزارع کار می‌کنند و از زمان جدید بی‌خبر هستند چه می‌شود؟ یک افسر به او اطمینان داد که از آنها مراقبت خواهد شد اما بین ساعت پنج تا شش و نیم عصر توسط جوخه مستقر در کفرقاسم به رهبری ستوان گابریل دهان (Gabriel Dahan) طی ۹ حادثه تیراندازی جداگانه، مجموعاً ۴۸ نفر کشته شدند بسیاری از مجروحان بدون مراقبت رها شدند و به دلیل منع رفت و آمد ۲۴ ساعته، خانواده‌هایشان قادر به کمک رسانی نبودند. افرادی از روستای جلجولیه در نزدیکی آنجا برای جمع‌آوری اجساد برده شده و سپس در گور دسته جمعی دفن شدند. هنگامی که منع رفت و آمد به پایان رسید، مردم به کمک مجروحان در خیابان شتافته و با کامیون به بیمارستان‌ها منتقل کردند ، بسیاری از افسران اسرائیلی در سایر روستاها از دستورات شادمی و سرگرد شاموئل مالینکی (Shmuel Malinki) پیروی نکردند. اما در کفر قاسم دستور اجرا شد. قتل عام کفر قاسم بخشی از طرح پاکسازی قومی بود.

## واکنش رسمی اسرائیل
دولت وقت اسرائیل تا مدتی خبررسانی دربارهٔ این واقعه و دسترسی روزنامه‌نگاران به این روستا را ممنوع کرد. اما بعد از چند ماه در اثر فشار افکار عمومی اسرائیل، ۱۱ سرباز و افسر پلیس مرزی در این واقعه رسماً به انجام عمل قتل متهم شدند.
متهمان در دادگاه نظامی محاکمه شدند و هشت نفر از متهمان مجرم شناخته شده و به ۷ تا ۱۷ سال حبس محکوم شدند. اما همه محکومان این فاجعه قساوت بار، چهار سال بعد، عفو شدند. در سال ۲۰۰۷، شیمون پرز، رئیس‌جمهور وقت اسرائیل در سفر به روستای کفرقاسم، رسماً به خاطر این کشتار عذرخواهی کرد. هم‌چنین در سال ۲۰۱۴، رووین ریولین، دهمین رئیس‌جمهور اسرائیل با حضور در مراسم سالگرد کشتار کفرقاسم، قتل ۴۹ فلسطینی این روستا را «یک جنایت وحشتناک» خواند.در سال ۲۰۲۱ نیز اسحاق هرتزوگ، رئیس‌جمهوری اسرائیل برای این کشتار عذرخواهی کرد.
کنست اسرائیل با اکثریت قاطع 93 در برابر 12 رای موافق، لایحه یادبود قربانیان قتل عام کفر قاسم در سال 1956 را به تصویب رساند.این لایحه باعث می شد که دولت اسرائیل رسماً مسئولیت خود را در قتل عام به رسمیت بشناسد و همچنین آن را بخشی از برنامه درسی مدارس اسرائیل قرار دهد و اسناد مربوط به آن را از طبقه بندی خارج کند.